# Basilika San Lorenzo (Huesca)

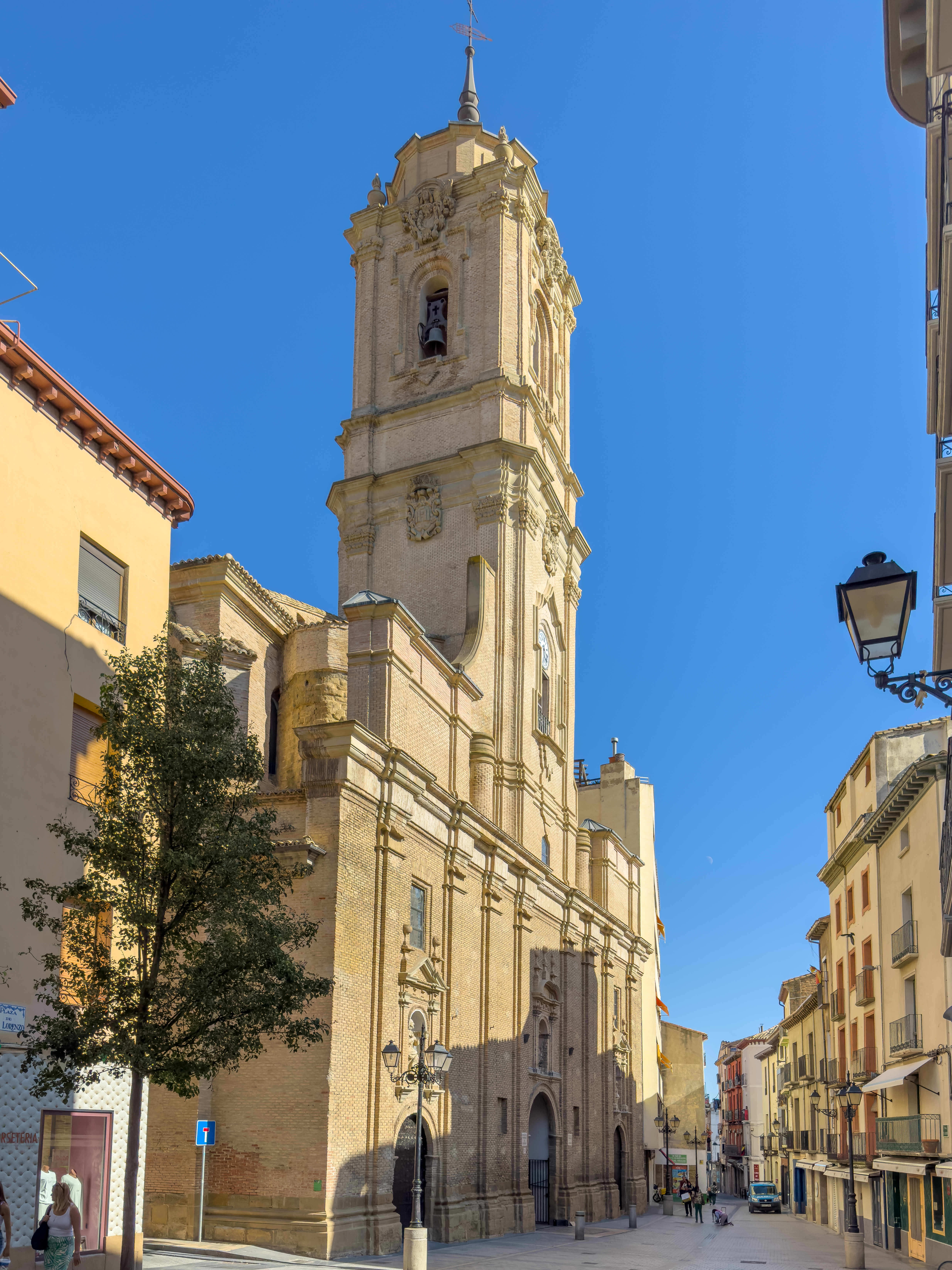
Basilika San Lorenzo

Die Basilika San Lorenzo ist eine Kirche in Huesca, Provinzhauptstadt in der spanischen Region Aragonien. Die Pfarrkirche des Bistums Huesca und trägt den Titel einer Basilica minor ist dem aus Huesca stammenden Stadtpatron Laurentius von Rom gewidmet, dessen Eltern der Überlieferung nach hier wohnten und dessen Reliquien wieder hierhergebracht wurden. Die im 17. Jahrhundert erbaute barocke Kirche ist denkmalgeschützt.

## Geschichte
Die Kirche befindet sich auf der Plaza de San Lorenzo, im einstigen maurischen oder Aljama-Viertel innerhalb der Stadtmauern. Sie wurde auf den Fundamenten einer älteren romanischen Kirche aus dem 12. Jahrhundert errichtet, die später im 14. Jahrhundert während der Herrschaft von Jakob II. von Aragon im gotischen Stil erweitert worden war, wovon einige Spuren im Turm, im Hauptaltarbild und im Atrium erhalten sind.
Die von der Renaissance ausgehende barocke Kirche wurde als vergrößerter Neubau 1607 begonnen, die Kirche wurde 1624 mit der Kuppel fertiggestellt und erhielt 1665 die Seitenkapellen. Das Querschiff wurde 1723 ergänzt, die Fassade wurde ebenfalls im 18. Jahrhundert hinzugefügt. Papst Leo XIII. erhob die Kirche 1884 zur Basilica minor. Die Kirche erhielt wiederholt Schenkungen aragonesischer und spanischer Könige, woraus sich die Bezeichnung Real Basilica ableitet. 2001 bis 2004 erfolgte eine umfassende Renovierung.

## Architektur

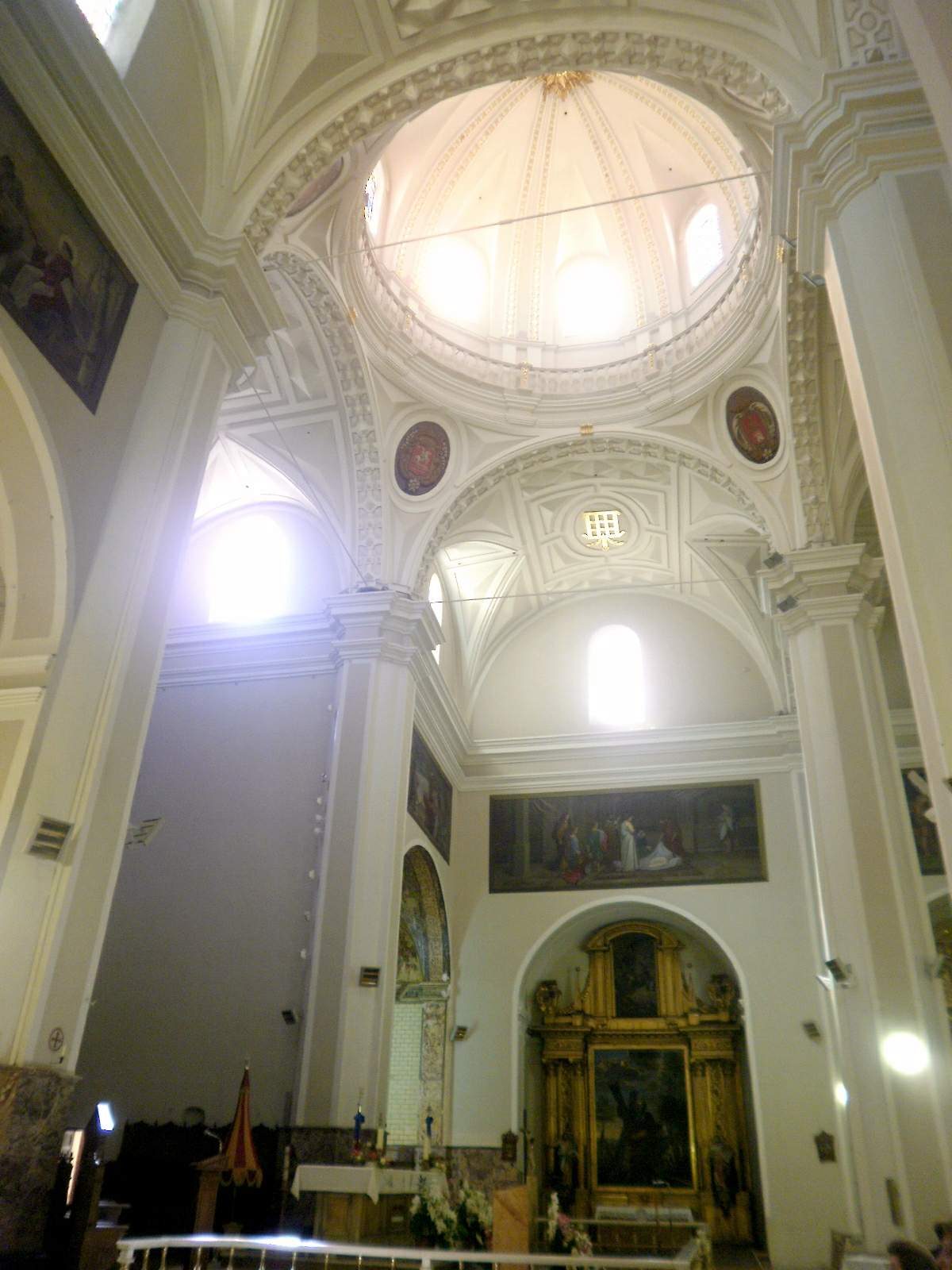
Altarraum und Kuppel

Die Hallenkirche besitzt drei gleich hohe Schiffe, die durch kreuzförmige Säulen mit Kreuzgewölben in vier Joche unterteilt sind. Zwischen den Strebepfeilern befinden sich Seitenkapellen aus dem 16. und 17. Jahrhundert. Die große Kuppel auf Hängezwickeln, die das Querschiff bedeckt, thront über einem Innenraum, der durch halbkreisförmige Öffnungen mit Buntglasfenstern beleuchtet wird.
Die Backsteinfassade auf einem Steinsockel wurde im 18. Jahrhundert von José Sofí entworfen und besteht aus drei Hauptabschnitten, die von Pilastern flankiert werden. Der Eingangsportikus, der eine ähnliche Struktur wie die seitlichen hat, besteht aus einem Rundbogen mit einer oberen Nische, die Laurentius zwischen seinen Eltern zeigt, flankiert von den Heiligen Bischof Orenciuso und Santa Paciencia.

## Ausstattung
Das Hauptaltarbild, das das Mittelschiff krönt, wurde 1648 fertiggestellt und zeigt kennzeichnende Szenen aus dem Leben des Schutzpatrons wie die Almosenverteilung und sein Martyrium. Das bildhauerische Werk wurde von Sebastián Ruesta geschaffen und die Leinwände wurden 1678 von Bartolomé Vicente gemalt. Ein anderer barocker Altaraufsatz auf der Briefseite ist St. Bernard gewidmete, der sich auf der Epistelseite befindet und 1653 fertiggestellt wurde. Es gibt auch mehrere Gemälde, die unter dem Namen von Antonio Bisquert dokumentiert sind, einem valencianischen Maler aus dem 17. Jahrhundert, der sich in Teruel niederließ und das Leben von Laurentius darstellte. Am Fuße der Kirche befindet sich eine große Barockorgel. In der Sakristei wird die Büste von Laurentius in Silber aus dem 16. Jahrhundert aufbewahrt, die jeden 10. August von den Tanzgruppen auf ihrem Weg zur Kathedrale begleitet wird. 